# Giovanni Adolfo di Holstein-Gottorp
Giovanni Adolfo di Holstein-Gottorp (Castello di Gottorf, 27 febbraio 1575 – Schleswig, 31 marzo 1616) è stato Duca di Holstein-Gottorp e principe-vescovo di Lubecca.

## Biografia
Egli era il terzo figlio del Duca Adolfo di Holstein-Gottorp e di sua moglie, Cristina d'Assia e come tale divenne duca alla morte dei suoi due fratelli maggiori che prima di lui avevano ottenuto questo titolo. Nella primavera del 1598 il Duca viaggiò in incognito in Gran Bretagna. Il suo soggiorno comprese anche la visita dei castelli costieri di Fife e Dundee. Visitò inoltre la fortezza di Bass accompagnato da William Schaw, il fondatore del Castello.
Giovanni Adolfo, il 30 agosto 1596, sposò la Principessa Augusta di Danimarca, figlia del Re Federico II.

## Discendenza
Giovanni Adolfo ed Augusta ebbero otto figli:
- Federico (Gottorp, 22 dicembre 1597-Tönning, 10 agosto 1659);
- Elisabetta Sofia (Gottorp, 12 ottobre 1599-Gottorp, 25 novembre 1627), sposò Augusto, duca di Sassonia-Lauenburg;
- Adolfo (Gottorp, 15 settembre 1600-19 settembre 1631);
- Dorotea Augusta (12 maggio 1602-13 marzo 1682), sposò Gioacchino Ernesto, Duca di Schleswig-Holstein-Sonderburg-Plön;
- Edvige (Gottorp, 23 dicembre 1603-Norimberga, 22 marzo 1657), sposò Augusto, conte palatino e duca di Sulzbach;
- Anna (Gottorp, 19 dicembre 1605-Gottorp, 20 marzo 1623);
- Giovanni (Gottorp, 18 marzo 1606-21 dicembre 1655);
- Cristiano (1º dicembre 1609).

## Ascendenza
|                                     |                      |                              | Genitori                          |  |  | Nonni |  |  | Bisnonni                 |  |  | Trisnonni             |  |
|                                     |                      |                              |                                   |  |  |       |  |  | Cristiano I di Danimarca |  |  | Dietrich di Oldenburg |  |
|                                     |                      |                              |                                   |  |  |       |  |  | Cristiano I di Danimarca |  |  | Dietrich di Oldenburg |  |
|                                     |                      | Edvige di Schauenburg        |                                   |  |  |       |  |  | Cristiano I di Danimarca |  |  |                       |  |
| Federico I di Danimarca             |                      |                              |                                   |  |  |       |  |  | Cristiano I di Danimarca |  |  |                       |  |
|                                     |                      | Dorotea di Brandeburgo       | Federico I di Brandeburgo         |  |  |       |  |  |                          |  |  |                       |  |
|                                     |                      | Dorotea di Brandeburgo       | Federico I di Brandeburgo         |  |  |       |  |  |                          |  |  |                       |  |
|                                     |                      | Dorotea di Brandeburgo       | Elisabetta di Baviera-Landshut    |  |  |       |  |  |                          |  |  |                       |  |
| Adolfo di Holstein-Gottorp          |                      | Dorotea di Brandeburgo       |                                   |  |  |       |  |  |                          |  |  |                       |  |
|                                     |                      | Boghislao X di Pomerania     | Eric II di Pomerania-Wolgast      |  |  |       |  |  |                          |  |  |                       |  |
|                                     |                      | Boghislao X di Pomerania     | Eric II di Pomerania-Wolgast      |  |  |       |  |  |                          |  |  |                       |  |
|                                     |                      | Boghislao X di Pomerania     | Sofia di Pomerania-Stolp          |  |  |       |  |  |                          |  |  |                       |  |
| Sofia di Pomerania                  |                      | Boghislao X di Pomerania     |                                   |  |  |       |  |  |                          |  |  |                       |  |
|                                     |                      | Anna di Polonia              | Casimiro IV di Polonia            |  |  |       |  |  |                          |  |  |                       |  |
|                                     |                      | Anna di Polonia              | Casimiro IV di Polonia            |  |  |       |  |  |                          |  |  |                       |  |
|                                     |                      | Anna di Polonia              | Elisabetta d'Asburgo              |  |  |       |  |  |                          |  |  |                       |  |
| Giovanni Adolfo di Holstein-Gottorp |                      | Anna di Polonia              |                                   |  |  |       |  |  |                          |  |  |                       |  |
|                                     | Guglielmo II d'Assia | Ludovico II d'Assia          |                                   |  |  |       |  |  |                          |  |  |                       |  |
|                                     | Guglielmo II d'Assia | Ludovico II d'Assia          |                                   |  |  |       |  |  |                          |  |  |                       |  |
|                                     | Guglielmo II d'Assia | Matilde di Württemberg-Urach |                                   |  |  |       |  |  |                          |  |  |                       |  |
| Filippo I d'Assia                   | Guglielmo II d'Assia |                              |                                   |  |  |       |  |  |                          |  |  |                       |  |
|                                     |                      | Anna di Meclemburgo-Schwerin | Magnus II di Meclemburgo-Schwerin |  |  |       |  |  |                          |  |  |                       |  |
|                                     |                      | Anna di Meclemburgo-Schwerin | Magnus II di Meclemburgo-Schwerin |  |  |       |  |  |                          |  |  |                       |  |
|                                     |                      | Anna di Meclemburgo-Schwerin | Sofia di Pomerania-Wolgast        |  |  |       |  |  |                          |  |  |                       |  |
| Cristina d'Assia                    |                      | Anna di Meclemburgo-Schwerin |                                   |  |  |       |  |  |                          |  |  |                       |  |
|                                     |                      | Ernesto di Sassonia          | Federico II di Sassonia           |  |  |       |  |  |                          |  |  |                       |  |
|                                     |                      | Ernesto di Sassonia          | Federico II di Sassonia           |  |  |       |  |  |                          |  |  |                       |  |
|                                     |                      | Ernesto di Sassonia          | Margherita d'Austria              |  |  |       |  |  |                          |  |  |                       |  |
| Cristina di Sassonia                |                      | Ernesto di Sassonia          |                                   |  |  |       |  |  |                          |  |  |                       |  |
|                                     |                      | Elisabetta di Baviera        | Alberto III di Baviera            |  |  |       |  |  |                          |  |  |                       |  |
|                                     |                      | Elisabetta di Baviera        | Alberto III di Baviera            |  |  |       |  |  |                          |  |  |                       |  |
|                                     |                      | Elisabetta di Baviera        | Anna di Braunschweig-Grubenhagen  |  |  |       |  |  |                          |  |  |                       |  |
|                                     |                      | Elisabetta di Baviera        |                                   |  |  |       |  |  |                          |  |  |                       |  |